# Megaselia spinulata
Megaselia spinulata är en tvåvingeart som beskrevs av Borgmeier 1964. Megaselia spinulata ingår i släktet Megaselia och familjen puckelflugor. Inga underarter finns listade i Catalogue of Life.